# Sirdal
Sirdal is een uitgestrekte  gemeente in de Noorse provincie Agder. De gemeente telde 1836 inwoners in januari 2017. In oppervlakte is het de grootse gemeente in Agder. De huidige gemeente ontstond in 1960 door een fusie van de vroegere gemeenten Tonstad en Øvre Sirdal, waaraan nog een deel van de vroegere gemeente Bakke werd toegevoegd. De naam van de gemeente verwijst naar het dal van de rivier de Sira.
Sirdal grenst in het noorden aan Bykle en Valle, in het oosten aan Bygland en Kvinesdal, in het zuiden aan Flekkefjord en Eigersund en in het westen aan Lund en Bjerkreim. Het meer  Rosskreppfjord vormt de grens met Valle. aan de noordzijde van het meer ligt Urdalsknuten, met 1433 meter het hoogste punt in de gemeente, en teven het hoogste punt in de voormalige provincie Vest-Agder.
Het gemeentebestuur is gevestigd in Tonstad, waar bijna de helft van alle inwoners van de gemeente wonen. Daar zetelt tevens Sira-Kvina Kraftselskap, een electriciteitsproducent die 7 waterkrachtcentrales beheerd in de gemeente Sirdal en Kvinesdal. Naast de plaatselijke overheid is het bedrijf de grootste werkgever in de gemeente. Andere bronnen van bestaan van enig belang zijn landbouw en toerisme. 
In het dorp Lunde staat een kerkje uit 1873. De kerk in Tonstad dateert uit 1852, terwijl in de gehuchten Haughom en  Kvævemoen een kapelletje staat. De kerken in de gemeente maken deel uit van het decanaat Lister en Mandal binnen het bisdom Agder og Telemark van de Noorse kerk. Als enige gemeente in Agder valt Sirdal voor de rechtspraak onder het Hof in Bergen en niet onder dat van Skien. In Tonstad staat een middelbare school die een speciale afdeling heeft voor wintersportatleten. 
Sirdal ligt tamelijk geïsoleerd. De voornaamste verbindingen in Noorwegen lopen langs de kust. In het binnenland zijn de wegen smal. De gemeente wordt doorsneden door fylkesvei 42 die Egersund door het binnenland verbindt met Arendal. In het noorden van de gemeente loopt fylkesvei 450 die een verbinding geeft met riksvei 9 en Gjesdal in Rogaland. Fylkesvei 4224 loopt door de bergen van Sirdal naar Lysebotn. Vanwege de hoge ligging zijn veel wegen in de winter gesloten. 

## Personen uit Sirdal
- Linda Grubben, biatlete, geboren in Stavanger maar opgegroeid in Sinnes. Zij bezocht de sportafdeling van de school in Tonstad.

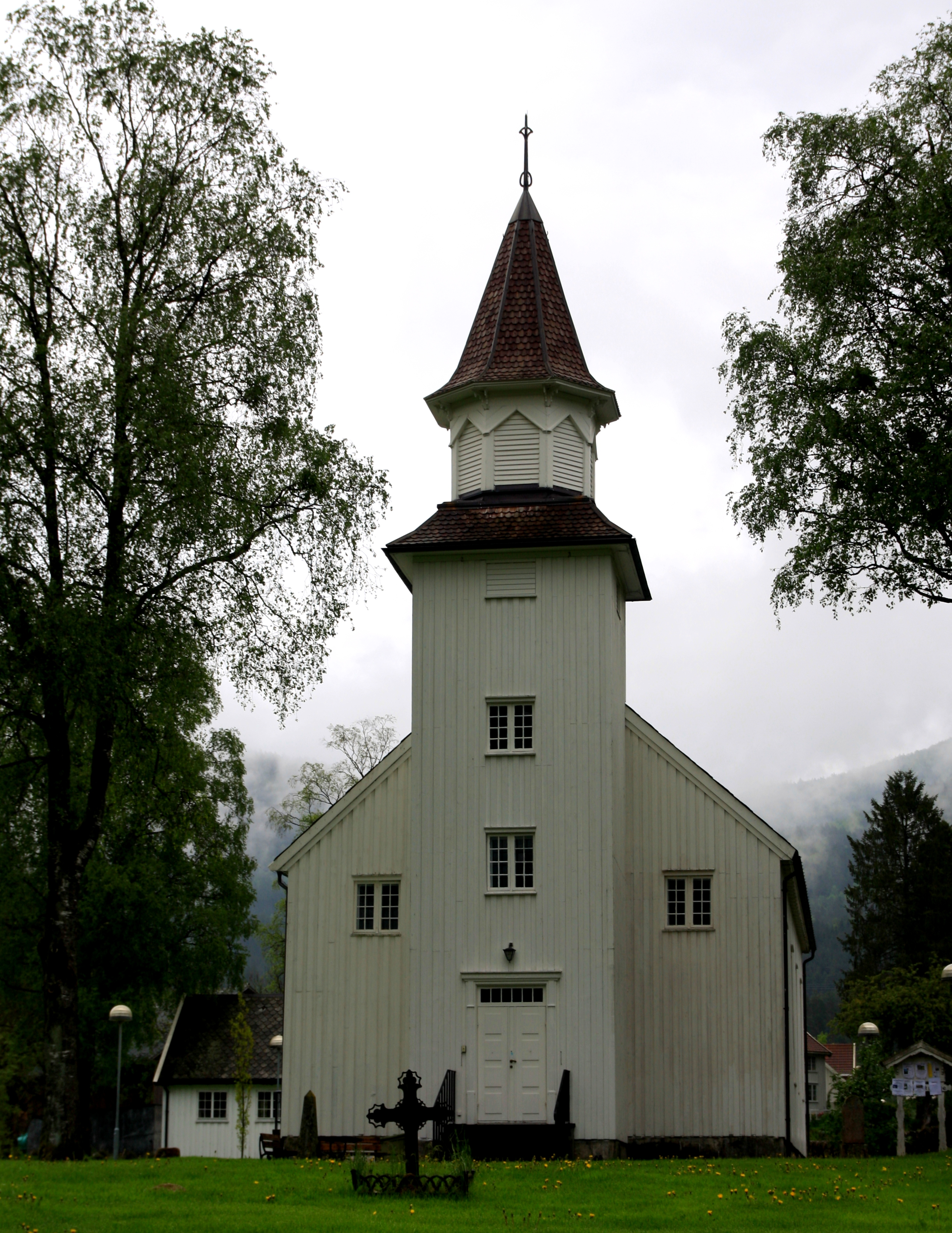
Kerk in Tonstad
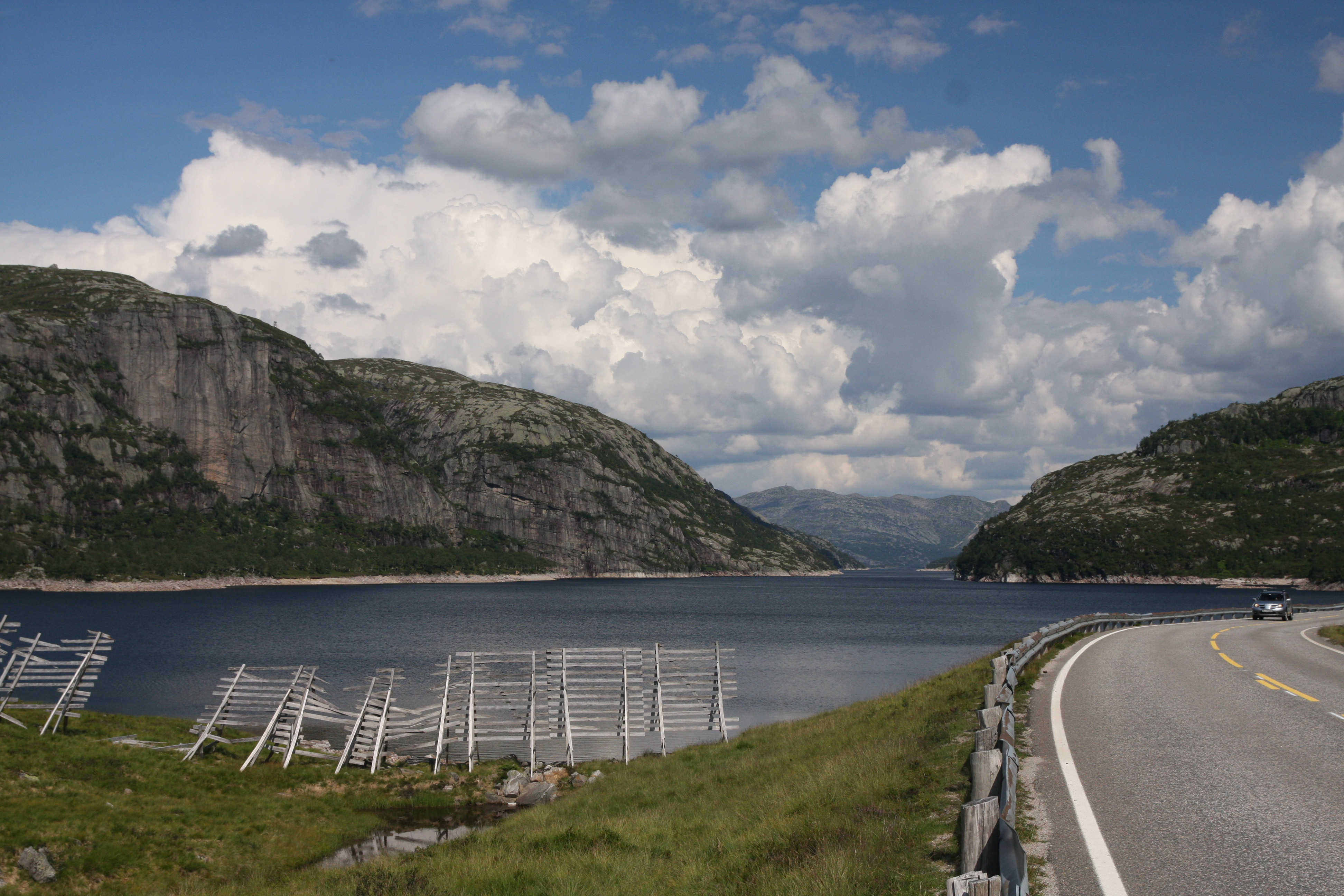
het meer Valevatn
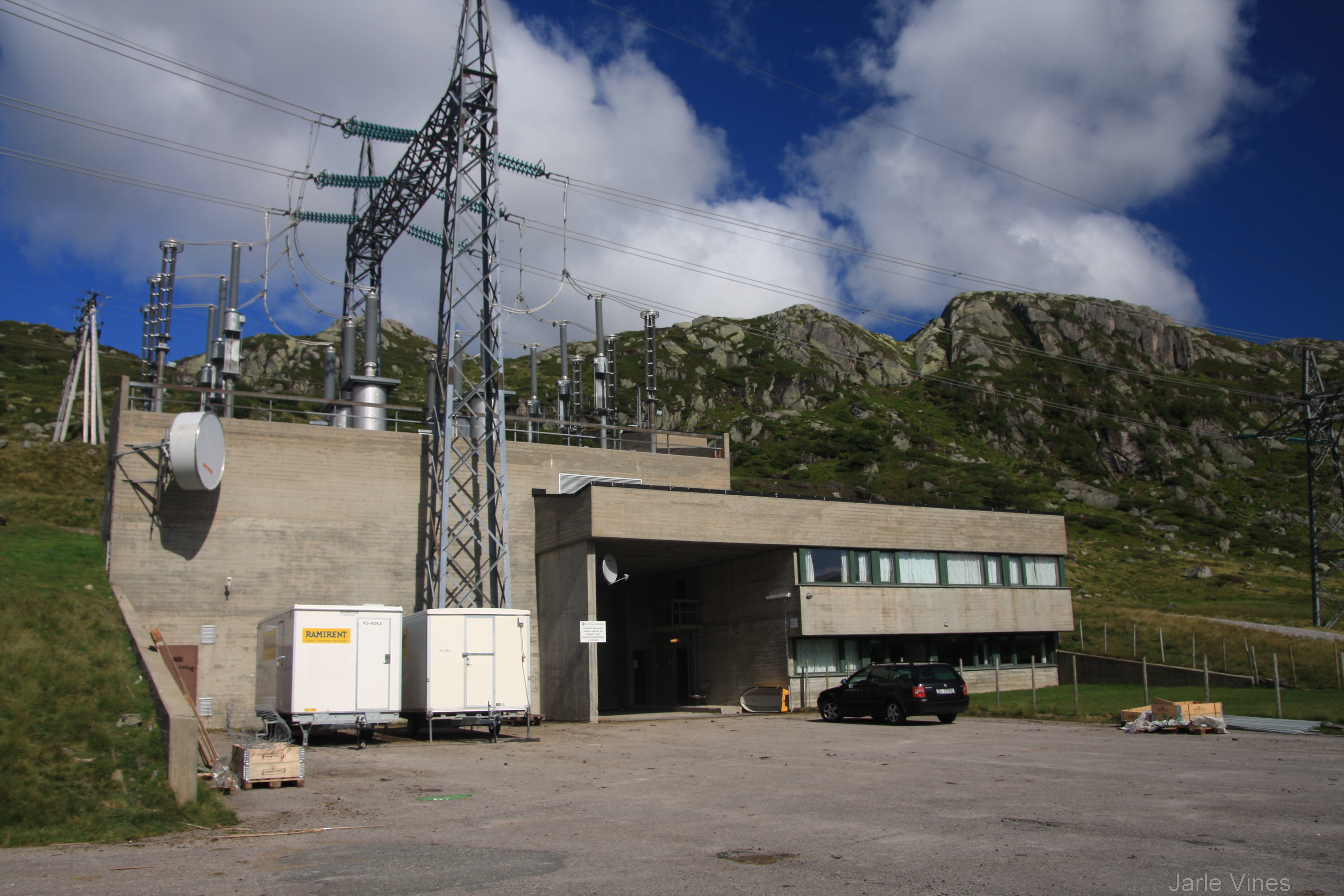
Waterkrachtcentrale Roskrep

Arendal · Birkenes · Bygland · Bykle · Evje og Hornnes · Farsund · Flekkefjord  · Froland · Gjerstad · Grimstad · Hægebostad · Iveland · Kristiansand · Kvinesdal · Lillesand · Lindesnes · Lyngdal · Risør · Sirdal · Tvedestrand · Valle · Vegårshei · Vennesla · Åmli · Åseral 

Fylker van Noorwegen